# Dem Sebai
Dem Sebai è un centro abitato dell'Eritrea, nella parte occidentale del paese.